# IC 3127
IC 3127 ist eine Spiralgalaxie vom Hubble-Typ Sbc im Sternbild Virgo am Nordsternhimmel. Sie ist schätzungsweise 342 Millionen Lichtjahre von der Milchstraße entfernt.
Das Objekt wurde am 7. Mai 1904 von Royal Harwood Frost entdeckt.